# 5314 Wilkickia
5314 Wilkickia eller 1982 SG4 är en asteroid i huvudbältet som upptäcktes den 20 september 1982 av den rysk-sovjetiske astronomen Nikolaj Tjernych vid Krims astrofysiska observatorium på Krim. Den har fått sitt namn efter far och son Boris och Andrej Vilkitskij.
Asteroiden har en diameter på ungefär 11 kilometer och den tillhör asteroidgruppen Eos.